# Luigi Comencini
Luigi Comencini, född 8 juni 1916 i Salò, Lombardiet, död 6 april 2007, var en italiensk filmregissör. Efter arkitekturstudier i Milano och arbete som filmkritiker regidebuterade Comencini 1946 med en dokumentärfilm om barn i det efterkrigstida Milano. Han anlitades av filmbolaget Lux i Rom och gjorde ett flertal kommersiella komedifilmer och melodramer. Hans första stora framgång var Kärlek, bröd och fantasi från 1953. Till hans kändaste verk hör även filmerna Vägen tillbaka (1960), Incompreso (1967) och Lo scopone scientifico (1972), samt TV-serierna Le avventure di Pinocchio (1972) och La storia (1986).
Hans fyra döttrar arbetar alla i filmbranschen. Paola Comencini stod för kostymerna till faderns samtliga filmer från och med 1980, Eleonora Comencini är producent och Cristina Comencini och Francesca Comencini är båda regissörer.

## Regi i urval
- Prästen och pojkligan (1948)
- Imperatore di Capri (1949)
- Bakom stängda fönster (1951)
- Heidi (1952)
- Kvinnor till salu (1952)
- Kärlek, bröd och fantasi (1953)
- Kärlek, bröd och svartsjuka (1954)
- En skandalös historia (1959)
- Vägen tillbaka (1960)
- Bubes flicka (1963)
- Dockorna (1964)
- Tre notti d'amore (1964)
- Don Camillo reser österut (1965)
- Incompreco (1967)
- Unge herr Casanova (1969)
- Le avventure di Pinocchio (1972)
- Lo scopone scientifico (1972)
- L'ingorgo (1979)
- Vi älskar honom alla (1979)
- La storia (1986)
- Un ragazzo di Calabria (1987)
- La Bohème (1988)